# Jagged Alliance 3
Jagged Alliance 3 ist ein von Haemimont Games für PC entwickeltes Strategie-Rollenspiel und Nachfolger des im Jahr 1999 erschienenen Jagged Alliance 2. Das rundenbasierte Strategiespiel wurde am 14. Juli 2023 durch Publisher THQ Nordic veröffentlicht.

## Spielprinzip
Jagged Alliance 3 ist ein rundenbasiertes Strategie-Videospiel, das aus einer isometrischen Perspektive gespielt wird und in dem der Spieler einer Gruppe von Söldnern Befehle erteilt, bei der jedes Gruppenmitglied eine eigene Persönlichkeit und Hintergrundgeschichte hat. Die Spielercharaktere entwickeln sich im Laufe des Spielfortschritts, durch den Erwerb von Fähigkeiten. Der Spieler kann aus 40 Söldnern auswählen, darunter mehrere wiederkehrende Charaktere wie Vicki Waters, Ivan Dolvich und Fidel Dahan. Waffen können individuell angepasst werden und die Söldner können auf einzelne Körperteile eines Feindes zielen. Spieler können auf eine dynamische Kampagnenkarte zugreifen, die mehr Kontext zu jeder einzelnen rundenbasierten Schlacht bietet und zeigt, wie die feindlichen Streitkräfte auf sie reagieren, wenn sie versuchen, diese Gebiete zurückzuerobern. Im Gegensatz zu anderen Strategiespielen, wie der XCOM-Serie, wird der Spieler in Jagged Alliance 3 im Vorfeld eines möglichen Angriffes allerdings nicht über die Treffer- bzw. Erfolgswahrscheinlichkeit informiert. Das Entwicklerteam ist der Meinung, dass es bei Jagged-Alliance-Spielen darum geht, auf unvorhersehbare und chaotische Kampfsituationen zu reagieren. Das Spiel beinhaltet Nebenmissionen und einen Koop-Modus.

## Handlung
Das fiktive Land Grand Chien steht seit der Entführung seines Staatspräsidenten durch eine abtrünnige paramilitärische Truppe namens Legion im Chaos. Mit ihren verbliebenen Ressourcen heuert die Präsidententochter mit Hilfe der Adonis Corporation eine Gruppe Elitesöldner an, die versuchen werden, den Präsidenten zu retten.

## Entwicklung
Jagged Alliance 3 wurde erstmals im Jahr 2004 angekündigt. Publisher Strategy First und Game Factory Interactive arbeiteten zunächst mit dem russischen Studio MiST Land South zusammen, um eine Fortsetzung des Spiels zu produzieren. Ein Jahr später zog Strategy First den Titel jedoch von MiST Land South zurück und begann mit der internen Entwicklung des Titels. Im Dezember 2006 lagerte Strategy First Jagged Alliance 3 erneut aus. Der Herausgeber sollte zusammen mit den russischen Entwicklern Akella und F3games das Spiel entwickeln und einen ungefähren Veröffentlichungstermin für Ende 2008 festlegen. Im Oktober 2008 hatte sich die Spielentwicklung erneut verzögert und auf Akellas Website wurde als Veröffentlichungstermin das erste Quartal des Jahres 2010 angezeigt. Dazu kam es jedoch nicht, da das Studio im 2009 die Entwicklung von Jagged Alliance 3 einstellte.
Am 9. März 2010 erwarb das deutsche Unternehmen bitComposer Games die Rechte an der PC-Strategieserie und begann mit der Vorentwicklung zur Veröffentlichung im Jahr 2011. Das Spiel ging jedoch vorerst weiter durch die Entwicklungshölle.
Im August 2015 erwarb der Publisher Nordic Games (Vorläufer von THQ Nordic) schließlich die Rechte von bitComposer. Haemimont Games schlug THQ Nordic zunächst ein Spin-off-Projekt vor, doch der Verlag war von der Arbeit des Studios sehr beeindruckt und beauftragte das Studio stattdessen mit der Entwicklung eines neuen Hauptspiels für die Serie Jagged Alliance. Im September 2021 wurde Jagged Alliance 3 für PC angekündigt. Serienbegründer Ian Currie begleitete die Entwicklung.

## Rezeption
Gameswelt hob die hohe Spieltiefe im taktischen Kampf hervor. Die Rollenspielelemente hingegen blieben flach. Der teils derbe Humor zünde oft nicht. Eurogamer hob besonders hervor, dass die genretypischen prozentualen Trefferwahrscheinlichkeiten bewusst weggelassen wurden. PC Games lobte die Steuerung der ebenbürtigen Konsolenfassung. Jörg Langer resümierte, dass es sich um ein sehr gutes Spiel handele, das jedoch Potenzial verschenke insbesondere durch schlechte Bedienbarkeit. Der Rundenkampf sei komplexer als XCOM 2. Dessen Zusammenspiel mit Erkundung, Looten, Strategiemodus sowie den Persönlichkeiten der Söldner sei hingegen einzigartig.